# Liste d'élections en 1798
Chronologie des élections
- 1794
- 1795
- 1796
- 1797
- 1798
- 1799
- 1800
- 1801
- 1802

Cet article recense les élections organisées durant l'année 1798.

Dans les années 1790, seuls trois pays organisent des élections nationales, au sens de consultations populaires : le Royaume de Grande-Bretagne ; les États-Unis d'Amérique ; et la France. À ceux-ci, il faut ajouter le Royaume d'Irlande, État officiellement distinct du Royaume de Grande-Bretagne et doté de son propre parlement. Après une brève expérience française du suffrage universel masculin en 1792, toutes les élections en 1798 se déroulent au suffrage censitaire. En Irlande, par ailleurs, si les catholiques ont le droit de vote depuis 1793, seuls les protestants peuvent être élus députés.

## Élections nationales en 1798
| Date                   | État       | Élection ou référendum                    | Contexte | Résultat |
| ---------------------- | ---------- | ----------------------------------------- | --- | --- |
| 1798                   | Suisse     | Référendum constitutionnel (en)           | | Cette section est vide, insuffisamment détaillée ou incomplète. Votre aide est la bienvenue ! Comment faire ? |
| janvier                | Irlande    | Législatives                              | La date des élections est incertaine. Il est probable de ce soit fin décembre 1797 et/ou janvier 1798.Il s'agit du dernier parlement irlandais avant le XXe siècle. Les députés issus de cette élection siègeront au Parlement du Royaume-Uni de Grande-Bretagne et d'Irlande à partir de 1801, à la suite de l'Acte d'Union. | Parlement sans majorité. Les Tories obtiennent deux fois plus de sièges que les Whigs, mais la majorité des élus sont sans étiquette. |
| 9 - 18 avril           | France     | Législatives                              | Élection d'un tiers du Corps Législatif, c'est-à-dire un tiers du Conseil des Cinq-Cents et un tiers du Conseil des Anciens, durant la période du Directoire. | Les Montagnards (gauche républicaine) remportent une large majorité des sièges à pourvoir, devant les partisans du Directoire. En mai, toutefois, l'élection de nombreux députés opposés au Directoire est invalidée par le Conseil des Anciens. |
| 23 avril               | Pays-Bas   | Référendum constitutionnel (en)           | | Cette section est vide, insuffisamment détaillée ou incomplète. Votre aide est la bienvenue ! Comment faire ? |
| avril 1798 - août 1799 | États-Unis | Législatives (chambre (en) et sénat (en)) | Ces élections ont eu lieu pendant le mandat du président John Adams.Il s'agissait de la dernière session du Congrès avant le déménagement vers la nouvelle capitale de Washington, D.C.Des élections ont eu lieu pour les 106 sièges, représentant 16 États.                                                                  | Voir l'article : Liste d'élections en 1799. |